# Siphonarioidea
Siphonarioidea Gray, 1827 è una superfamiglia di molluschi eterobranchi
dell'infraclasse Euthyneura. È l'unica superfamiglia dell'ordine Siphonariida.

## Descrizione
Questi gasteropodi hanno una conchiglia conica, molto simile a quella dei Patellogastropoda, ma a differenza di questi ultimi, in cui la respirazione è di tipo branchiale, i sifonariomorfi hanno invece una sorta di polmone, situato nella cavità palleale, in comunicazione con l'esterno mediante una piccola apertura (pneumostoma), in corrispondenza della quale la conchiglia presenta una scanalatura interna.

## Tassonomia
In passato questi gasteropodi erano classificati tra i Basommatophora, raggruppamento rivelatosi polifiletico.
La attuale classificazione assegna il superordine Siphonarimorpha alla subterclasse Tectipleura.
La superfamiglia Siphonarioidea comprende due famiglie, di cui una estinta:
- Acroreiidae Cossmann, 1893 † (comprendente una sola specie nota: Acroreia baylei)
- Siphonariidae Gray, 1827